# USS Kearsarge (BB-5)
El USS Kearsarge (BB-5), buque líder de su clase de acorazados tipo pre-dreadnought, fue una embarcación de la Armada de los Estados Unidos, nombrada en honor a la balandra Kearsarge de la Guerra de Secesión. Su quilla fue colocada en el astillero de Newport News Company, en Virginia, el 30 de junio de 1896. Fue botado el 24 de marzo de 1898, y puesto en servicio el 20 de febrero de 1900. 
Entre 1903 y 1907, el Kearsarge sirvió con la flota del Atlántico Norte y, de 1907 a 1909 navegó con la Gran Flota Blanca. En 1909 fue dado de baja para ser modernizado, proceso que terminó en 1911. En 1915 sirvió en el Atlántico y, entre 1916 y 1919 sirvió como buque escuela. Fue convertido en buque grúa en 1920 y renombrado como Crane Ship No. 1 en 1941 y finalmente fue vendido como chatarra en 1955. Fue el único acorazado de los Estados Unidos en no llevar el nombre de un estado. 

## Diseño
Los acorazados de la clase Kearsarge fueron diseñados para la defensa costera. Tenían un desplazamiento de 11 540 toneladas cortas, una eslora total de 114.40 m, una manga de 22.02 m y un calado de 7.16 m. Los dos motores de vapor verticales de triple expansión de 3 cilindros y sus cinco calderas Scotch, conectadas a dos ejes de hélices, producían un total de 11 674 caballos de fuerza (8705 kW), que le daban una velocidad máxima de 16.82 nudos (31.14 km/h). Tenía una tripulación de 40 oficiales y 514 soldados.

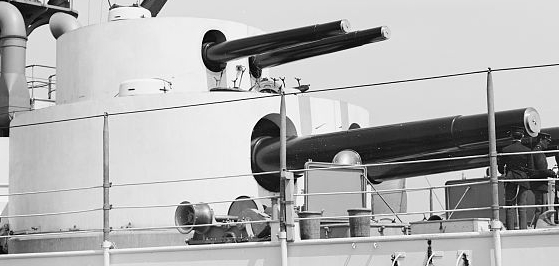
Torreta doble del Kearsarge, 8 de abril de 1900

El Kearsarge tenía dos torretas dobles, con dos cañones calibre 330 mm/35 y dos cañones 203 mm/10 respectivamente, apiladas en dos niveles. Los cañones y el blindaje de las torretas fueron diseñados por la Oficina de Artillería, mientras que la torreta en sí, fue diseñada por la Oficina de Construcción y Reparaciones. Esto provocó que los cañones fueran montados al fondo de las torretas, haciendo que las portas fueran demasiado grandes. Como resultado, un proyectil disparado hacia una porta podría haber alcanzado los pañoles inferiores, deshabilitando los cañones. Además de estos cañones, el Kearsarge tenía catorce cañones calibre 127 mm/40, veinte cañones de 6 libras (57 mm), ocho de 1 libra (37 mm), cuatro ametralladoras de 7.6 mm, y cuatro tubos lanzatorpedos de 450 mm. El Kearsarge tenía un francobordo muy bajo, lo que hizo que sus armas fueran inútiles en mal clima.
El cinturón blindado en la línea de flotación era de 130 a 420 mm de grosor, y las torretas principales estaban protegidas por 380 a 430 mm de blindaje, mientras que las torretas secundarias tenían de 150 a 280 mm de blindaje. Las barbetas tenían de 320 a 380 mm de grueso, mientras que la torre de mando tenía 250 mm de blindaje. El blindaje estaba hecho de acero cementado.
Cargaba dieciséis botes pequeños. Un cúter de vapor de 12 m, con una capacidad para 60 personas, que junto con otro de 10 m eran usados para el transporte desde y hacia el puerto y podían remolcar a otros botes de ser necesario. Dos lanchas de 10 m, capaces de transportar 64 personas cada una, conocidas también como «botes de trabajo». Había diez botes de 9.1 m, cuatro cúters de vapor, cada uno para 45 personas, una barcaza del almirante, dos botes balleneros (que servían como botes salvavidas) y el bote del capitán. Cuatro botes más completaban la flotilla del Kearsarge: dos botes de 6.1 m y dos catamaranes de 5.5 m.

## Construcción

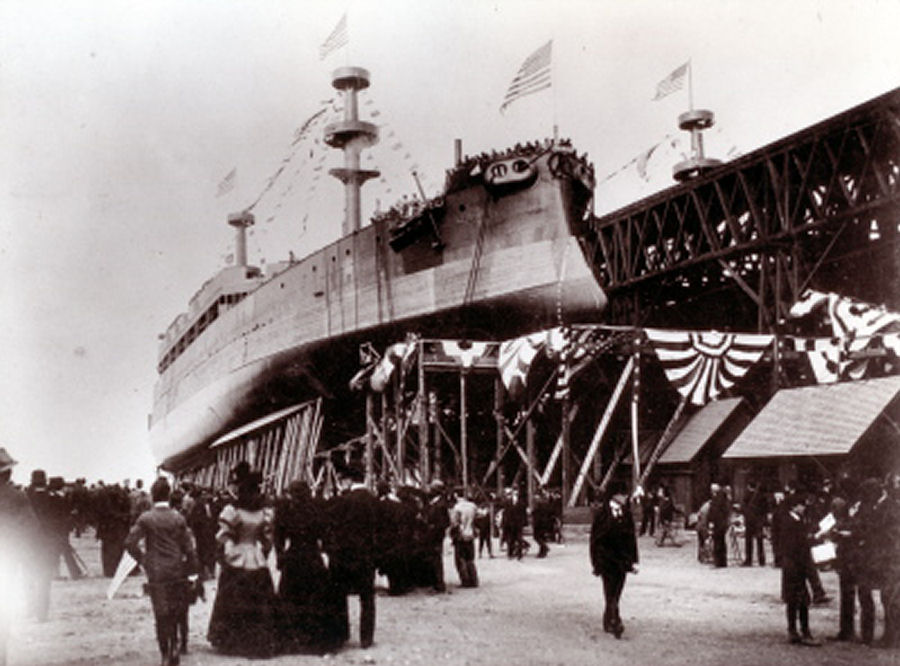
El Kearsarge el día de su botadura, el 24 de marzo de 1898. Al fondo se pueden apreciar los mástiles del Kentucky.

El Kearsarge fue autorizado el 2 de marzo de 1895, el contrato para su construcción fue adjudicado el 2 de enero de 1896, y la quilla de la embarcación fue colocada el 30 de junio de 1896 en el astillero Newport News Shipbuilding & Dry Dock Company, en Virginia. Su costo total fue de $5,043,591.68 USD. Fue nombrado como la balandra de la guerra civil Kearsarge y, fue la primera embarcación de la Armada de los Estados Unidos en ser nombrada por ley del Congreso. Fue el único acorazado estadounidense en no ser nombrado como un estado. Fue bautizado el 24 de marzo de 1898 (el mismo día que su embarcación hermana, Kentucky), por la señora Elizabeth Winslow, nuera del capitán John Winslow, comandante del Kearsarge original. Fue asignado el 20 de febrero de 1900, bajo el mando del capitán William M. Folger.

## Historial de servicio

### Primeros años
Como buque insignia del escuadrón del Atlántico Norte, el Kearsarge navegó a lo largo de la costa atlántica y el mar Caribe. Reasignado como buque insignia del escuadrón Europeo, partió del puerto de Sandy Hook, Nueva Jersey el 3 de junio de 1903, hacia Kiel, Alemania.
Regresó a Bar Harbor, en Maine el 26 de julio, y reasumió su posición como buque insignia. El 1 de diciembre navegó de Nueva York a la bahía de Guantánamo, en Cuba, donde estuvo presente en la toma de posesión estadounidense de la Reserva Naval de Guantánamo, el 10 de diciembre. Después de maniobras en el Caribe, partió con el escuadrón del Atlántico Norte a Lisboa, Portugal. El escuadrón visitó Corfú, Trieste, y Fiume antes de regresar a Newport, en Rhode Island el 29 de agosto de 1904.
El 31 de marzo de 1905, el Maine remplazó al Kearsarge como buque insignia de la flota del Atlántico Norte, aunque permaneció con la flota. El 13 de abril de 1906, mientras participaba en un ejercicio en Cabo Cruz, Cuba, la pólvora de un cañón de 330 mm hizo ignición accidentalmente, matando a dos oficiales y ocho hombres.

### Gran Flota Blanca

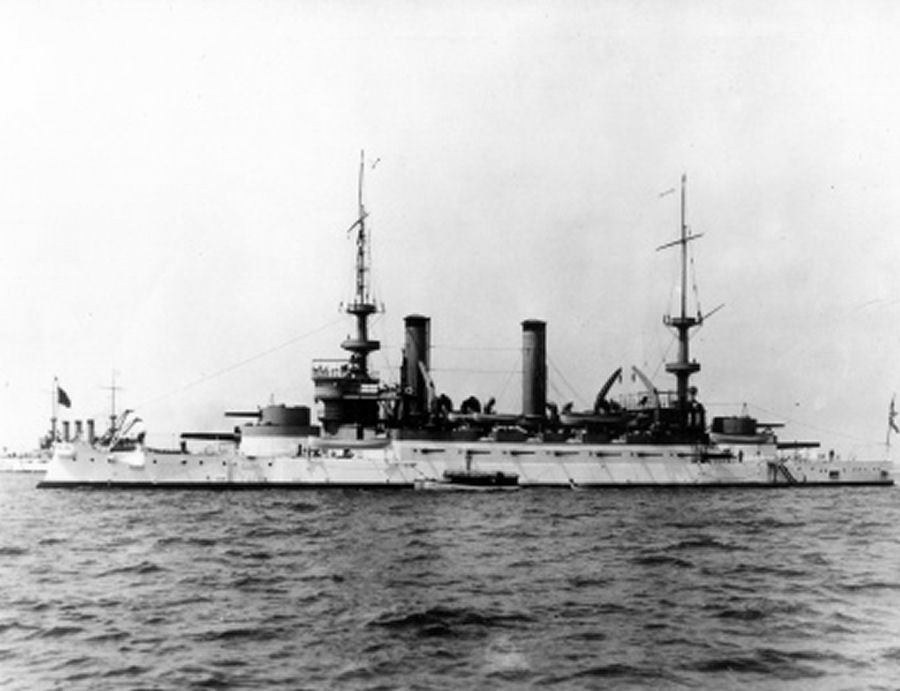
El Kearsarge durante el crucero de la Gran Flota Blanca

Adjunto a la Cuarta División del Segundo Escuadrón y, bajo el mando del capitán Hamilton Hutchins, navegó el 16 de diciembre de 1907 con la Gran Flota Blanca. La flota partió de Hampton Roads, pasó por la isla Trinidad y Río de Janeiro, y luego cruzó el estrecho de Magallanes. De ahí viajó a la costa Oeste de Sudamérica, visitando Punta Arenas y Valparaíso, en Chile, Callao, en Perú y la bahía de Magdalena, en México. La flota llegó a San Diego el 14 de abril de 1908 y se movió a San Francisco el 6 de mayo. Dos meses después, los buques de guerra navegaron a Honolulu, Hawái, y de ahí a Auckland, en Nueva Zelanda, llegando el 9 de agosto. La flota visitó Sídney, Australia, el 20 de agosto, y después de una semana navegaron a Melbourne.
El Kearsarge partió de Albany, al oeste de Australia, el 18 de septiembre, hacia puertos en las Filipinas, Japón, China y Sri Lanka, antes de cruzar el canal de Suez. La flota se dividió en Puerto Saíd, con el Kearsarge partiendo el 10 de enero de 1909 hacia Malta, y llegando a Argel el 24 de enero antes de reunirse con la Gran Flota en Gibraltar el 1 de febrero. Regresó a Hampton Roads el 22 de febrero, y pasó revista para el presidente Theodore Roosevelt.

### Primera Guerra Mundial

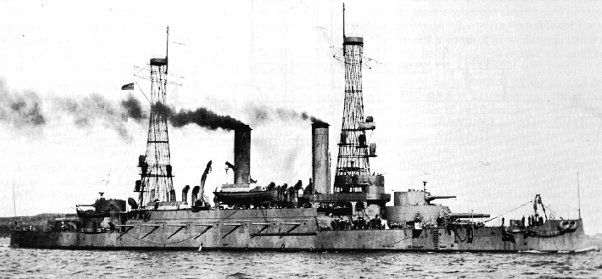
El Kearsarge partiendo de Boston después de su modernización, octubre de 1916.

Como la mayoría de embarcaciones de la Gran Flota Blanca, el Kearsarge fue modernizado a su regreso. Fue dado de baja el 4 de septiembre de 1909 en el astillero naval de Filadelfia, y su modernización fue terminada en 1911, con un costo de $675,000 USD. Le fueron instalados mástiles de celosía, nuevas calderas de tubos de agua, y cuatro cañones más de 127 mm. Le fueron retirados los cañones de 1 libra, así como dieciséis de 6 libras. Fue puesto de nuevo en servicio el 23 de junio de 1915, y operó a lo largo de la costa del Atlántico. El 17 de septiembre, partió de Filadelfia para desembarcar un destacamento de marines en Veracruz, México, permaneciendo ahí del 28 de septiembre de 1915 al 5 de enero de 1916. Luego llevó a los marines a Nueva Orleans, Lousiana, antes de unirse en Filadelfia con la flota de la Reserva del Atlántico, el 4 de febrero. Hasta que los Estados Unidos entraron a la Primera Guerra Mundial, entrenó a la milicia naval de Massachusetts y Maine. Durante la guerra, sirvió para entrenar a las tripulaciones de la Guardia Armada y a ingenieros navales durante los cruceros a lo largo de la costa atlántica. El 18 de agosto de 1918, rescató a 26 sobrevivientes de la barca noruega Nordhav, que había sido hundida por el submarino alemán U-117, llevándolos a Boston.

### Período de entreguerras

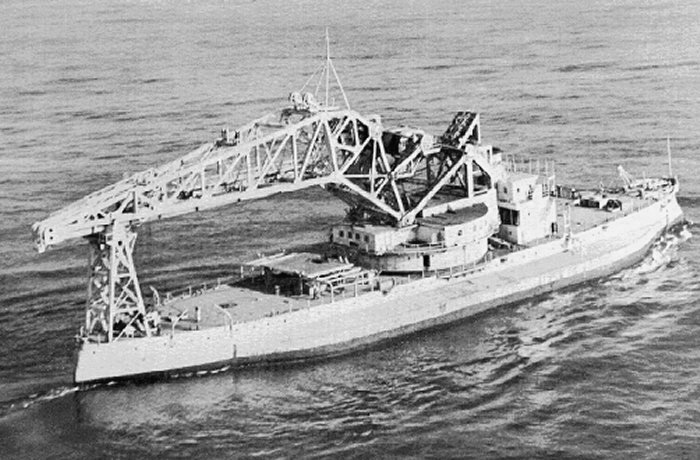
El Kearsarge, como Crane Ship No. 1

Entre el 29 de mayo y el 29 de agosto de 1919, el Kearsarge entrenó en el Caribe a guardamarinas de la Academia Naval de los Estados Unidos. Zarpó de Annapolis, Maryland, al astillero de Filadelfia, donde fue dado de baja entre el 10 y 18 de mayo de 1920.
Fue convertido en un buque grúa, y recibió el símbolo de clasificación de casco «IX-16» el 17 de julio de 1920, pero fue renombrado como «AB-1» el 5 de agosto. Le fueron retiradas sus torretas, la superestructura y el blindaje, y fueron reemplazados por una gran grúa giratoria con una capacidad de carga de 250 toneladas, y se le instalaron bulges de 3 metros para mejorar su estabilidad. Funcionó como barco grúa los siguientes 20 años, y participó en la recuperación del submarino USS Squalus, en 1939.

### Segunda Guerra Mundial
El Kearsarge fue renombrado como Crane Ship No. 1 el 6 de noviembre de 1941, permitiendo que su nombre le fuera dado a los portaaviones Hornet (CV-12), y luego al Kearsarge (CV-33). Continuó en servicio manejando armas, torretas, blindajes, y haciendo levantamientos pesados para embarcaciones como el Indiana, Alabama, Savannah, Chicago y Pennsylvania.
Fue transferido al astillero de San Francisco en 1945, donde participó en la construcción de los portaaviones Hornet y Boxer, y en la reconstrucción del Saratoga. Uno de sus últimos proyectos fue realizar los levantamientos pesados del reensamblaje de otra grúa flotante, la YD-171 (antiguamente Schwimmkran nr. 1) en Terminal Island, California. En 1948 dejó la costa este hacia el astillero de Boston. El 22 de junio de 1955, su nombre fue retirado del Registro Naval de Embarcaciones y fue vendido como chatarra el 9 de agosto. Su mascarón de proa se exhibe en el Salón Dahlgreen de la Academia Naval de los Estados Unidos.

#### Libros
- Albertson, Mark (2007). They'll Have to Follow You!: The Triumph of the Great White Fleet. Mustang, Oklahoma: Tate Publishing & Enterprises. ISBN 978-1-60462-145-7.
- Bauer, Karl Jack; Roberts, Stephen S. (1991). Register of Ships of the U.S. Navy, 1775–1990: Major Combatants. Westport, Connecticut: Greenwood Publishing Group. p. 103. ISBN 0-313-26202-0.
- Chesneau, Roger; Koleśnik, Eugène M.; Campbell, N.J.M. (1979). Conway's All the World's Fighting Ships, 1860–1905. London: Conway Maritime Press. ISBN 0-85177-133-5.
- Crawford, Michael J. (2008). The World Cruise of the Great White Fleet: Honoring 100 Years of Global Partnerships and Security. Washington, D.C.: United States Government Printing Office. ISBN 978-0-945274-59-9.
- Daniels, Josephus, ed. (1920). German Submarine Activities on the Atlantic Coast of the United States and Canada. Washington, D.C.: United States Government Printing Office. p. 95. ISBN 1-78039-135-8. Consultado el 13 de enero de 2013.
- Fitzsimons, Bernard (1978). The Illustrated Encyclopedia of 20th Century Weapons and Warfare 15. Milwaukee: Purnell Reference Books. p. 1581. ISBN 978-0-8393-6175-6.
- Friedman, Norman (1985). U.S. Battleships, An Illustrated Design History. Annapolis, Maryland: Naval Institute Press. ISBN 0-87021-715-1.
- Garzke, William H., Jr.; Dulin, Robert O., Jr. (1995). Battleships: United States Battleships, 1935–1992 (2nd revised and illustrated edición). Annapolis, Maryland: Naval Institute Press. p. 72. ISBN 1-55750-174-2. (requiere registro).
- Graff, Cory; Puget Sound Navy Museum (2010). The Navy in Puget Sound. Charleston, South Carolina: Arcadia Publishing. p. 54. ISBN 978-0-7385-8081-4.
- Morris, James Matthew; Kearns, Patricia M. (2011). «Kearsarge, USS (BB5), battleship». Historical Dictionary of the United States Navy (2nd edición). Lanham, Maryland: Scarecrow Press. p. 206. ISBN 978-0-8108-7229-5.
- Newhart, Max R. (1995). American Battleships: A Pictorial History of BB-1 to BB-71. Missoula, Montana: Pictorial Histories Publishing Company. ISBN 978-1-57510-004-3.
- Polmar, Norman (2005). The Naval Institute Guide to the Ships and Aircraft of the U.S. Fleet (18th edición). Annapolis, Maryland: Naval Institute Press. p. 242. ISBN 978-1-59114-685-8.
- Reilly, John C.; Scheina, Robert L. (1980). American Battleships 1886–1923: Predreadnought Design and Construction. Annapolis, Maryland: Naval Institute Press. ISBN 0-87021-524-8.
- Sieche, Erwin F. (1990). «Austria-Hungary's Last Visit to the USA». Warship International XXVII (2): 142-164. ISSN 0043-0374.

#### Periódicos
- «Kentucky is Launched». Houston Daily Post. 25 de marzo de 1898. p. 4. Consultado el 1 de enero de 2013.
- «The New Kearsarge». Times (Washington, D.C.). 20 de febrero de 1900. p. 5. Consultado el 11 de enero de 2013.
- «A Battleship's Boats». New-York Tribune. 6 de mayo de 1900. p. 21. Consultado el 21 de abril de 2013.
- «M'Calla Ordered Home». Times (Washington, D.C.). 17 de marzo de 1901. p. 13. Consultado el 15 de abril de 2013.
- «A Dinner in Their Honor». New-York Tribune. 29 de mayo de 1902. p. 3. Consultado el 15 de abril de 2013.
- «The Kearsarge Off for Kiel». New-York Tribune. 4 de junio de 1903. p. 3. Consultado el 14 de enero de 2013.
- «Kaiser Warmly Praises Visiting American Fleet». St. Louis Republic. 26 de junio de 1903. p. 1. Consultado el 11 de enero de 2013.
- «Prince of Wales a Guest Aboard the Kearsarge». The San Francisco Call. 14 de julio de 1903. p. 3. Consultado el 11 de enero de 2013.
- «Kearsarge Ends Her Ocean Race». The San Francisco Call. 27 de julio de 1903. p. 3. Consultado el 11 de enero de 2013.
- «"Enemy's" Fleet Leaves Bar Harbor for the Mimic War». The Washington Times. 3 de agosto de 1903. p. 1. Consultado el 11 de enero de 2013.
- «Battleships Begin Winter Cruise». The San Francisco Call. 2 de diciembre de 1903. p. 3. Consultado el 11 de enero de 2013.
- «Formal Occupancy of Guantanamo». The San Francisco Call. 11 de diciembre de 1903. p. 11. Consultado el 11 de enero de 2013.
- «To Command the Kearsarge». Evening Bulletin (Maysville, Kentucky). 26 de marzo de 1904. p. 1. Consultado el 15 de abril de 2013.
- «Extraordinary Honors for American Squadron». St. Louis Republic. 12 de junio de 1904. p. 11. Consultado el 14 de enero de 2013.
- «Warships in the Adriatic». Evening Star (Washington, D.C.). 8 de julio de 1904. p. 1. Consultado el 16 de enero de 2013.
- «Foreign Affairs». Edgefield Advertiser. 3 de agosto de 1904. p. 1. Consultado el 16 de enero de 2013.
- «To Engage in Target Practice». Evening Star (Washington, D.C.). 24 de marzo de 1905. p. 5. Consultado el 15 de abril de 2013.
- «To Command the Kearsarge». Evening Star (Washington, D.C.). 13 de diciembre de 1905. p. 17. Consultado el 15 de abril de 2013.
- «Admiral Evans on the Kearsarge Explosion». Pensacola Journal. 21 de abril de 1905. p. 1. Consultado el 11 de enero de 2013.
- «Naval Funeral for Lieut. Graeme». New-York Tribune. 24 de abril de 1905. p. 7. Consultado el 11 de enero de 2013.
- «Admiral H. Winslow Dead». The New York Times. 26 de septiembre de 1914. Consultado el 10 de enero de 2013.

#### Recursos en línea
- «Kearsarge ». Dictionary of American Naval Fighting Ships (DANFS). Departamento de la Armada de Estados Unidos.
- «Crane Ship No. 1 (AB 1)». Naval Vessel Register. United States Navy. Archivado desde el original el 11 de octubre de 2016. Consultado el 11 de enero de 2013.
- Roberts, Stephen S. (Diciembre de 2010). «Unclassified (IX), Special Types». Register of Ships of the U.S. Navy: Auxiliary Vessels 1884–1945. Consultado el 31 de enero de 2013.
- «One Crane Builds Another». Popular Mechanics (Popular Mechanics Company) 90 (3): 96-97. Septiembre de 1948. Consultado el 18 de noviembre de 2016.

- Datos: Q3273486
- Multimedia: USS Kearsarge (Battleship No. 5) (ship, 1900) / Q3273486